# Benedetto Croce
Benedetto Croce (Pescasseroli, Reino de Italia; 25 de febrero de 1866-Nápoles, Italia; 20 de noviembre de 1952) fue un escritor, filósofo, historiador y político italiano. Figura destacada del liberalismo, su obra influyó en pensadores italianos tan diversos como el marxista Antonio Gramsci, el fascista Giovanni Gentile o el liberal Piero Gobetti. Es un autor muy vinculado a la cultura hispánica.

## Biografía
Nació el 25 de febrero de 1866 en Pescasseroli, en la región italiana de los Abruzos, en el seno de una familia adinerada: la rama materna, procedente de Pescasseroli y establecida también en Apulia y Terra di Lavoro, estaba más ligada a los ideales liberales; la paterna, de cuño borbónico, era originaria de Montenerodomo (Abruzos) pero se había instalado en Nápoles. Aunque su educación fue estrictamente católica, a los 18 años se convirtió en ateo, y no volvió a profesar ninguna religión durante el resto de su vida.
En 1883, mientras estaba de vacaciones con su familia en la localidad de Casamicciola, en la isla de Isquia, un terremoto destruyó la casa donde se alojaban. Su madre, su padre y su única hermana murieron, mientras que él permaneció enterrado durante mucho tiempo entre los escombros, sobreviviendo por poco. Tras este accidente heredó junto a su hermano toda la fortuna familiar, lo que le permitió vivir holgadamente el resto de su vida y dedicar todo su tiempo a la filosofía.
Fue confiado a la tutela de su tío Silvio, hermano del filósofo Bertrando Spaventa, que lo acogió  en su casa en Roma, donde Croce vivió hasta la mayoría de edad. En el círculo cultural en la casa del tío Silvio frecuentó a importantes hombres políticos e intelectuales, entre los cuales Antonio Labriola que lo introdujo al marxismo. Aunque se inscribió en la Facultad de Derecho de la Universidad de Nápoles, frecuentó las clases de filosofía moral de Labriola en Roma; nunca acabó sus estudios universitarios, pero se consagró a estudios eruditos, filosóficos, históricos y literarios. En 1886 dejó Roma y volvió a Nápoles, adquiriendo la segunda planta del Palazzo Filomarino, donde vivió Giambattista Vico, muy admirado por Croce por la concepción filosófica que, por algunos aspectos, adelantó la suya.
Conforme aumentaba su fama fue alentado a dedicarse a la política, siendo nombrado senador en 1910. Criticó abiertamente la participación italiana en la Primera Guerra Mundial por considerarla una guerra suicida, lo cual, si bien en un principio le hizo muy impopular, hizo que su reputación se afirmara después del final de la guerra, convirtiéndose entonces en una figura política muy respetada.
De 1920 a 1921 es nombrado ministro para la Instrucción Pública en el quinto y último gobierno de Giovanni Giolitti. Después del asesinato del político socialista Giacomo Matteotti en 1924, rompió con el movimiento fascista. Cuando en 1925 Giovanni Gentile publicó su "Manifiesto de los intelectuales fascistas", Benedetto Croce replicó con el "Manifiesto de los intelectuales antifascistas", en el que denunció la violencia y la falta de libertad del régimen, alejándose posteriormente de la vida política.
En 1934 la Iglesia católica, bajo el papado de Pío XI (entonces, según Ángel Viñas, cercano a Mussolini y su Partido Nacional Fascista, con quien la Iglesia polemizó sobre la libertad de la Acción Católica y posteriormente, sobre las leyes raciales), incluyó las obras completas de Croce en el Índice de Libros Prohibidos.
Su vuelta a la actividad pública italiana se produce tras la caída del Duce y en los últimos compases de la Segunda Guerra Mundial donde, en la confusión política en la que cae el país, intentó mediar entre los distintos partidos antifascistas. Se convirtió así en ministro sin cartera de varios gobiernos hasta que, en 1943, es nombrado secretario del Partido Liberal, el cual abandona en 1946. Ese mismo año funda en Nápoles el Instituto Italiano para los Estudios Históricos, destinando para su sede un apartamento de su propiedad. Durante toda su vida política hasta su muerte en 1952 fue uno de los personajes públicos más respetados en Italia.
Fue nombrado miembro de número de la Academia Nacional de Bellas Artes de Argentina.

## Pensamiento

### La filosofía
Croce profundiza tanto en el marxismo como en el idealismo hegeliano: según este último, la realidad se da como espíritu que continuamente se determina y, en cierto sentido, se realiza. El espíritu se configura entonces como la fuerza que anima la realidad, que se autoorganiza dinámicamente convirtiéndose en Historia según un proceso racional.
De Hegel y de otros idealistas alemanes como Fichte, Croce toma el carácter racionalista y dialéctico: el conocimiento se produciría a través de procesos de mediación entre lo particular y lo universal, entre lo concreto y lo abstracto, y a partir de ahí crea un sistema propio que él llamó la Filosofía del Espíritu. Croce fue un ardiente idealista y negaba otra realidad que los conceptos puros, que eran para él, por una parte, las ideas de Platón, pero por otra también las categorías de Kant. Llegó a la conclusión de que si toda la realidad podía encuadrarse en una idea, toda la realidad podía reducirse a conceptos lógicos. Gran parte de su obra trató, por ello, de la lógica.
Croce rechazaba todas las religiones, pues consideraba que éstas presentaban una inaceptable falta de lógica, rechazo que amplió asimismo a la metafísica, a la que consideraba una simple justificación de las ideas religiosas.

### Estética
La estética se configura en primer lugar como actividad teórica basada en los sentidos, en las representaciones e intuiciones que tenemos de la realidad. El objeto fundamental de la estética —que es también la ciencia de la expresión— es el lenguaje.
El arte no es, por lo tanto, una producción exclusivamente sensible, sino una reflexión conceptual que si bien no es un mero hecho social (a la manera de los positivistas), posee un estatuto particular y específico: el arte es la expresión de una intuición lírica que conmueve emotivamente al intelecto, pues vincula sentimiento y sentido.

### Lógica
La actividad teórica no se une solamente a la intuición (al ámbito estético) sino que participa del elemento racional, apuntando a la esfera de lo universal. La meta de esta actividad es la elaboración del concepto puro, universal y concreto.
El concepto puro explica la verdad universal, mientras que los conceptos científicos no son sino pseudoconceptos, instrumentos prácticos construidos ficticiamente. La lógica de Croce es también histórica, en la medida en que debe analizar la génesis y desarrollo histórico de su objeto de estudio.

### La Filosofía de la Práctica
Croce da mucha importancia a la voluntad individual, que no es sino la economía, teniendo un fuerte sentido de la realidad y de las pulsiones que regulan la vida humana. Como la construcción de la realidad es racional, no tiene por qué coincidir con la de los otros, naciendo entonces las disciplinas sociales que organizan la vida de los individuos.
El derecho, nacido de esta forma, es en un cierto sentido amoral, pues sus objetivos no coinciden con los de la moral. Igualmente autónoma es la esfera política, que es entendida como lugar de encuentro/desencuentro entre intereses diferentes, esencialmente conflictiva pues el conflicto es lo que caracteriza la vida.
La idea de Estado de Hegel es criticada por Croce, que considera que el Estado no tiene ningún valor filosófico ni moral, siendo simplemente un agregado de individuos que organizan sus relaciones jurídicas y políticas.
Concibe, así, la ética como expresión de la voluntad universal, propia del espíritu; no hay una ética natural o una ética formal, y por lo tanto no hay contenidos eternos propios de la ética, que se define simplemente como la actuación del espíritu, que manifiesta de forma racional actos y comportamientos particulares. Todo ello sucede siempre teniendo como horizonte la mejora continua del ser humano.

### El Historicismo
La teoría de Croce es fuertemente historicista; la historia tiene también un preciso horizonte gnoseológico, porque en primer lugar es conocimiento, y conocimiento contemporáneo, por lo que la historia no es el pasado, sino que está viva en cuanto su estudio está motivado por un interés que surge en el presente.
La historiografía es, en segunda instancia, útil para comprender la racionalidad más profunda del proceso del espíritu, no siendo un conocimiento abstracto, sino de hechos y experiencias bien precisas. El conocimiento histórico nos ilumina sobre la génesis de los hechos.
Croce critica a los iluministas, y en general a cualquiera que quiera individualizar los absolutos que regulan la historia y la trascienden: la realidad es historia, en su totalidad, y la historia es la vida misma, que se desarrolla autónomamente siguiendo sus propios ritmos y sus propias razones. Es un camino progresivo que no debe constituir una certeza sobre la que desanimarse: esta consciencia debe ser confirmada por un empeño constante de los hombres, y sus resultados no son previsibles ni deben nunca darse por descontados.
La Historia se convierte entonces en la historia de la libertad, del modo en que el ser humano evoluciona y realiza su existencia. La libertad se traduce en el plano político en el liberalismo: una especie de religión de la libertad que es imprescindible en el progreso histórico-político.

### Teoría política. Contribuciones al liberalismo
El liberalismo de Croce difiere de las teorías defendidas por la mayoría de los defensores del pensamiento político liberal. Mientras que Croce teoriza que el individuo es la base de la sociedad, rechaza el atomismo social, y mientras que Croce acepta un gobierno limitado, discute la idea de que el gobierno debería tener poderes legítimos fijos. Croce no estaba de acuerdo con John Locke sobre la naturaleza de la libertad. Croce creía que la libertad no es un derecho natural, sino un derecho ganado que surge de la continua lucha histórica por su mantenimiento. Croce definió la civilización como la "vigilancia continua" contra la barbarie, y la libertad se conforma con su ideal para la civilización, ya que permite experimentar todo el potencial de la vida.
Croce también rechaza el igualitarismo como absurdo. En Resumen, su variedad de liberalismo es aristocrática, ya que considera que la sociedad está liderada por los pocos que pueden crear la bondad de la verdad, la civilización y la belleza, con la gran masa de ciudadanos simplemente beneficiándose de ellos pero incapaces de comprender plenamente sus creaciones ( Ryn, 2000: XII ). En Etica e politica (1931) Croce define el liberalismo como una concepción ética de la vida que rechaza el dogmatismo y favorece la diversidad y, en el nombre de la libertad y la libre elección del individuo, es hostil al autoritarismo del fascismo, el comunismo y la Iglesia católica. Aunque Croce se da cuenta de que la democracia a veces puede amenazar la libertad individual, ve que el liberalismo y la democracia se basan en los mismos ideales de igualdad moral y oposición a la autoridad. Además, reconoció el papel histórico positivo desempeñado por los partidos socialistas en Italia en sus luchas por mejorar las condiciones para la clase obrera, e instó a los socialistas modernos a rechazar soluciones dictatoriales.
En contraste con los socialistas, que Croce consideraba como parte de la modernidad junto con los liberales, su condena de los reaccionarios es implacablemente dura. Croce también distingue entre el liberalismo y el capitalismo o las doctrinas económicas del laissez-faire. Para Croce, el capitalismo sólo emergió para satisfacer ciertas necesidades económicas de la sociedad, y podría cambiarse o incluso reemplazarse si se encontraban mejores soluciones a esas necesidades, si no promovía la libertad, o si los valores económicos se enfrentaran con valores más elevados. Así, el liberalismo podría acoger propuestas socialistas que promuevan la libertad. Las ideas de Croce sobre la separación entre el liberalismo como principio ético y las doctrinas económicas del laissez faire contingente que lo acompañaban en ciertos contextos influirían en los socialdemócratas italianos como Leo Valiani y Giuseppe Saragat, así como en la síntesis socialista liberal de Carlo Rosselli.

## Benedetto Croce y el mundo hispánico
Croce es reconocidamente, entre otras cosas, un hispanista. Existe afortunadamente una extensa monografía, Benedetto Croce y el mundo hispánico, que así lo atestigua, tras ser materia durante demasiado tiempo no bien determinada. El autor napolitano estaba vinculado de origen a la cultura española y, de hecho, así lo muestra parte notable de su producción, como historiador y crítico literario, dedicación que por demás heredaron sus hijas Alda y Elena.
Según Mombelli, el hispanismo de Croce tiene tres grandes aspectos: el de su contribución a la formación del hispanismo italiano, el de su aplicación al estudio de la historia y la cultura española y, en tercer lugar, el de la recepción de su obra en España y en Hispanoamérica. Respecto del primer y segundo aspectos es necesario recordar, entre otras cosas, el estudio crociano de la influencia española en la vida italiana, así como todo lo relativo a Gracián y la cuestión del Barroco. Respecto del tercero, es de considerar la relación de Croce con la Escuela Histórica Española, la Estilística, la filosofía argentina y la estética de México. A esto atañe un buen número de importantes figuras intelectuales, entre ellas Menéndez Pelayo, Miguel de Unamuno, Eugenio D'Ors o el mexicano Antonio Caso. 
Probablemente, el mayor error de Croce respecto de la cultura española fue no percatarse de que junto a la literatura artística del Siglo de Oro existía la Escuela de Salamanca, y que la comparatística moderna fue decisivamente forjada por los autores de la Escuela Universalista Española del siglo XVIII, empezando por Juan Andrés, el insigne bibliotecario de Nápoles creador de la Historia universal de la literatura (quien fuera bibliotecario en su ciudad y en su principal biblioteca).

## Obra
La obra de Croce puede ser dividida en tres periodos: el de los estudios históricos y literarios y creación de la Estética, fundamento de su pensamiento teórico; el periodo de madurez, en el que escribe la mayor parte de sus obras filosóficas sistemáticas, y un último periodo de profundización teórica y revisión de la Filosofía del Espíritu en clave historicista.
- Materialismo histórico y economía marxista (1900).
- Estética como ciencia de la expresión y lingüística general (1902).
- La lógica como ciencia del concepto puro (1909).
- Breviario de estética (1912).
- Ensayo sobre Hegel (1912)
- Cultura y vida moral (1914) fue dedicada a Giustino Fortunato: «A Giustino Fortunato en recuerdo de una antigua y firme amistad».
- Teoría e historia de la historiografía (1917).
- Ariosto, Shakespeare y Corneille (1920).
- El Cuento de los Cuentos (1925)
- Manifiesto de los intelectuales antifascistas (1 de mayo de 1925).
- Historia de Europa en el siglo XIX (1933).
- Últimos ensayos (1935).
- La poesia di Dante (1940).
- La poesía (1942).
- La Historia como pensamiento y acción (1938).
- El carácter de la filosofía moderna (1941).
- Filosofía e Historiografía (1949).
- Croce, el rey y los aliados (1951).